# بئاتریس مینتز
بئاتریس مینتز (انگلیسی: Beatrice Mintz; ۲۴ ژانویهٔ ۱۹۲۱ – ۳ ژانویهٔ ۲۰۲۲) زیست‌شناس آمریکایی و از پیشگامان علم جنین‌شناسی بود که نقش مهمی در پیشرفت‌های علمی در زمینه مهندسی ژنتیک، تمایز سلولی و سرطان (به ویژه ملانوما) ایفا کرد. او از اولین دانشمندانی بود که موفق به تولید کیمارا و پستانداران ترانس‌ژنیک شد.

## زندگی‌نامه و تحصیلات
مینتز در ۲۴ ژانویه ۱۹۲۱ در نیویورک از والدینی یهودی به نام‌های ساموئل و جانی اشتاین مینتز که اهل میکولینتسی در گالیسیای اتریش (اوکراین کنونی) بودند، متولد شد. او در سال ۱۹۴۱ با درجه ممتاز از کالج هانتر فارغ‌التحصیل شد و سپس به مدت یک سال در دانشگاه نیویورک به تحصیلات تکمیلی پرداخت. به دلیل سهمیه‌بندی ضدیهودی در دانشگاه‌های شرق آمریکا، برای ادامه تحصیل به دانشگاه آیووا رفت و در سال ۱۹۴۴ مدرک کارشناسی ارشد و در سال ۱۹۴۶ مدرک دکترای خود را تحت راهنمایی امیل ویچی در زمینه دوزیستان دریافت کرد.

## فعالیت‌های علمی و دستاوردها
پس از فارغ‌التحصیلی، مینتز به عنوان استاد علوم زیستی در دانشگاه شیکاگو (۱۹۴۶–۱۹۶۰) مشغول به کار شد. در سال ۱۹۵۱ با دریافت بورسیه فولبرایت، در دانشگاه‌های پاریس و استراسبورگ به تحقیق پرداخت. در سال ۱۹۶۰ به مؤسسه تحقیقات سرطان بیمارستان لانکناو (که بعدها به مرکز سرطان فاکس چیز تبدیل شد) پیوست و تا پایان عمر حرفه‌ای خود در آنجا ماند. در اواسط دهه ۱۹۵۰، مینتز تمرکز تحقیقاتی خود را از دوزیستان به پستانداران تغییر داد و به پیشگام ترانس‌ژنز پستانداران تبدیل شد.
مینتز و آندری تارکوفسکی به‌طور مستقل در دهه ۱۹۶۰ اولین موش‌های کایمریک را با ترکیب دو جنین در مرحله هشت‌سلولی تولید کردند. موش‌های حاصل به‌طور طبیعی رشد کردند و بافت‌های آنها ترکیبی از سلول‌های دو جنین اهداکننده بود. مینتز با توسعه این روش، جنین‌های کایمریک زنده‌ای ایجاد کرد که حاوی سلول‌هایی از تا پانزده موش آزمایشگاهی مختلف بودند. او تکنیکی ابداع کرد که شامل مخلوط کردن سلول‌های یک نژاد موش سیاه با بلاستوسیست‌های موش‌های سفید یا قهوه‌ای در شرایط آزمایشگاهی بود. این جنین‌های اولیه سپس به رحم مادران جایگزین منتقل می‌شدند و پس از تولد، سهم هر نوع سلول در بافت‌ها با مطالعه رنگ پوشش بدن ردیابی می‌شد. موفقیت روش ادغام سلولی او مرهون انتخاب حذف زونا پلوسیدا با استفاده از درمان پروناز به جای روش‌های فیزیکی بود. از سال ۱۹۶۷، مینتز با استفاده از این روش بیش از ۲۵٬۰۰۰ فرزند تولید کرد.
مینتز همچنین نشان داد که سلول‌های تومور تراتوکارسینوما می‌توانند با ترکیب شدن با سلول‌های جنین طبیعی موش، به سلول‌های سالم تبدیل شوند. این نتیجه‌گیری حاصل هشت سال آزمایش با استفاده از برخی از اولین کشت‌های سلول‌های بنیادی پرتوان بود که تا آن زمان ساخته شده بود.

## جوایز و افتخارات
در سال ۱۹۹۶، مینتز به همراه رالف ال. برینستر به خاطر کار بر روی موش‌های ترانسژنیک، جایزه اولیه مارچ آو دایمز در زیست‌شناسی تکوینی را دریافت کرد. در سال ۲۰۰۲، کرسی جک شولتز در علوم پایه در مرکز سرطان فاکس چیز به او اعطا شد. مینتز عضو آکادمی ملی علوم ایالات متحده و آکادمی علوم پاپی بود. کارهای پیشگامانه بئاتریس مینتز زمینه را برای بسیاری از پیشرفت‌های بعدی در زیست‌شناسی تکوینی، مهندسی ژنتیک و تحقیقات سرطان هموار کرد. روش‌های ابداعی او در تولید حیوانات ترانسژنیک و کایمریک، ابزارهای ارزشمندی را برای مطالعه بیماری‌ها و توسعه درمان‌های جدید در اختیار جامعه علمی قرار داد. او تا آخرین روزهای عمر خود به تحقیق ادامه داد و در ۳ ژانویه ۲۰۲۲ در سن ۱۰۰ سالگی درگذشت.